# Nationaal park Alto Purús

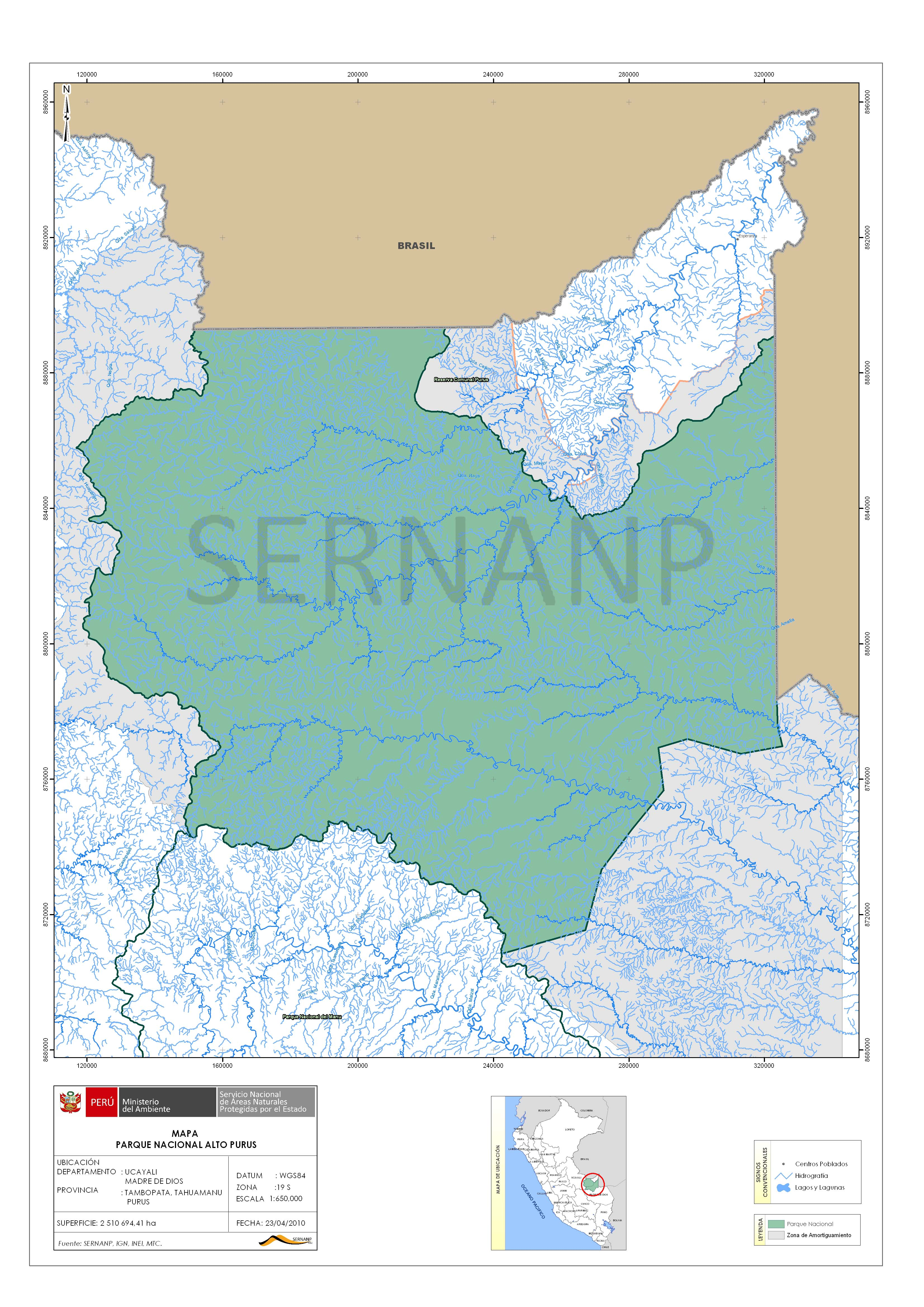
Nationaal park Alto Purús

Het Nationaal park Alto Purús is een nationaal park in Peru bestaande uit bosland, gelegen in het Amazonebekken. Het park heeft een oppervlakte van 25.106 km² en werd opgericht in 2004.
Het park genoemd naar de rivier Alto Purús, een bronrivier van de Purús, die ontspringt in het park. Een deel van het park vormt het Mashco Piroreservaat, een beschermd gebied bestemd voor geïsoleerd levende, inheemse stammen. Hier is elk vorm van houtkap verboden; in de rest van het park is de houtkap streng gereguleerd. Samen met de reservaten van Murunahua (in het noordwesten) en van Madre de Dios (in het zuidoosten), vormt het park het aaneengesloten Complejo de conservacion Purús, dat 40.000 km² groot is. Verder grenst het park aan het Kugapakori-Nahua-Nantireservaat en aan het Nationaal park Manú.
Het park is belangrijk voor de bescherming van de grootbladige mahonie en de Spaanse ceder, boomsoorten die onder druk staan door de houtkap.